# پل پیمزلر
پل پیمزلر (به انگلیسی: Paul Pimsleur) (تولد: ۱۷ اکتبر ۱۹۲۷ - درگذشت: ۲۲ ژوئن ۱۹۷۶) دانشمند آمریکایی در زمینه زبان‌شناسی کاربردی بود. وی سیستم آموزش زبان پیمزلر را بر اساس یادگیری طبیعی ابداع کرد که در کنار آثار دیگرش، تأثیر برجسته‌ای بر نظریه‌های آموزش و تدریس زبان داشت و از بهترین روش‌های یادگیری یک زبان جدید است. در ایران آقای مرتضی نصرت با الگوبرداری از روش پیمزلر، روش نصرت را پایه گذارده است .https://tikkaa.ir/blog/learning-language-with-nosrat<ref>

## زندگی
پیمزلر در نیویورک به دنیا آمد و در محله برانکس بزرگ شد. پدرش سولومون پیمزلر، آهنگساز و از مهاجران فرانسوی بود. مادر آمریکایی-تبارش در دانشگاه کلمبیا کتابدار بود. پیمزلر مدرک کارشناسی را از سیتی کالج نیویورک گرفت. و مدرک کارشناسی ارشد خود در رشته آمار روان‌شناختی (Psychological Statistics) را از دانشگاه کلمبیا دریافت کرد سپس برای مدرک دکترا به فرانسه رفت.

## کار
نخستین شغل او تدریس آواشناسی و واج‌شناسی فرانسوی در دانشگاه کالیفرنیا، لس‌آنجلس بود. پس از ترک یوسی‌ال‌ای عضو هیئت علمی دانشگاه ایالتی اوهایو شد و در آنجا به تدریس فرانسوی و زبان‌های خارجی پرداخت. در آن زمان برنامه آموزش زبان خارجی دانشگاه اوهایو، روش اصلی آموزش زبان در ایالات متحده بود. وی در دانشگاه اوهایو مرکز شنیداری را ایجاد کرد و سرپرستی آن را به عهده گرفت که یکی از بزرگترین آزمایشگاه‌های زبان در ایالات متحده بود. مرکز با اوهایو بل تلفن در حرف ربط توسعه یافت و اجازه پیدا کرد که در مطالعات سنجش زبان از نوارها و پیام‌واره‌ها استفاده کند.
چندی بعد، پیمزلر استاد آموزش زبان‌های رومی در دانشگاه ایالتی نیویورک در آلبانی شد و در آنجا به استادی دوگانه در فرانسوی دست یافت. وی در سال‌های ۱۹۶۸ و ۱۹۶۹ یکی از اساتید بورس شده برنامه فولبرایت در دانشگاه هایدلبرگ و از اعضای مؤسس شورای تدریس زبان‌های خارجی آمریکا (ACTFL) بود. وی دربارهٔ روان‌شناسی آموزش زبان تحقیق کرد و در همایش بین‌المللی زبان‌شناسی کاربردی در سال ۱۹۶۹ دبیر بخش روان‌شناسی آموزش زبان دوم بود.
پژوهش او متمرکز بر درک فرایند اکتساب زبان بود، به ویژه فرایند یادگیری کودکانی که به یک زبان صحبت می‌کنند بدون آنکه ساختار رسمی آن را بدانند. واژه "یادگیری طبیعی" (Organic Learning) برای آن پدیده به کار برده شد. به همین منظور او فرایند یادگیری گروه‌هایی شامل کودکان، بزرگسالان و بزرگسالان چندزبانه را مطالعه کرد. نتیجه این پژوهش سیستم آموزش زبان پیمزلر بود. کتاب‌ها و مقالات زیاد وی بر نظریه‌های آموزش و یادگیری زبان تأثیر بزرگی داشت.
در دوره بین سال‌های ۱۹۵۸ تا ۱۹۶۶ پیمزلر مطالعات قبلی خود دربارهٔ زبان‌شناسی و عوامل روان‌شناسی در یادگیری زبان را را بازنگری کرد. وی همچنین چندین کار مطالعاتی را به صورت مستقل اجرا کرد که در سال ۱۹۶۳ در یک رساله مشترک با انجمن زبان مدرن آمریکا به چاپ رسید.
در نتیجه این پژوهش وی سه عامل شناسایی کرد که باید در محاسبه استعداد آموزش زبان (PLAB) سنجیده شوند: هوش واژه‌ای، توانایی شنودی و انگیزش. پیمزلر و دستیارانش برای سنجش استعداد زبان سیستم ارزیابی استعداد زبانی پیمزلر را بر مبنای این سه عامل به وجود آوردند. وی یکی از نخستین اساتید زبان خارجی بود که به دانشجویانی که در آموزش زبان خارجی مشکل داشتند علاقه‌ای نشان می‌داد. امروزه (PLAB) در تعیین استعداد یا ناتوانی زبان آموزی استفاده می‌شود.

## درگذشت
پیمزلر هنگامی که در سال ۱۹۷۶ از فرانسه دیدن می‌کرد بر اثر سکته قلبی ناگهانی درگذشت.